# Ana Rezende
Ana Maria de Rezende Versiani dos Anjos (São Paulo, 19 de março de 1983) é uma musicista brasileira.

## Carreira musical
Toca guitarra e teclados na banda Cansei de Ser Sexy. Foi responsável pela direção do primeiro clipe do CSS, da música "Off The Hook", e também por alguns outros vídeos nos quais a banda aparece e que estão pela internet. Ana é a outra metade do MeuKu, dupla de DJs que forma com sua colega de banda, Luiza Sá.

## Vida pessoal
Ana Rezende mora atualmente na cidade de Los Angeles, ela é casada com a atriz Katherine Moennig, conhecida pela série The L Word, onde interpretou uma da personagens principais Shane McCutcheon.